# Apotemnofilia
Apotemnofilia é uma parafilia caracterizada pelo desejo de se ver amputado em uma ou mais partes do corpo.
Relacionados à apotemnofilia, são a acrotomofilia, o devotee e o wannabe.
Acrotomofilia é a preferência sexual por pessoas que tenham alguma parte de seu corpo amputada, pois a excitação é proporcionada justamente pela falta daquela parte. Quando a excitação acontece quando um membro do próprio corpo é amputado, chama-se apotemnofilia ou amelotatista.
Devotee é o indivíduo que é atraído sexualmente por pessoas amputadas.
Wannabe significa "querer ser" ("wanna" significando querer e "be", ser).
Wannabe, em relação à apotemnofilia, é alguém que quer se tornar um ser amputado, certamente sem razão médica. Alguns wannabes são pretenders (se fazem de amputados). Para os Wannabes a amputação é uma necessidade. Alguns chegam ao extremo para conseguir a amputação desejada, pois sentem que o membro sadio os incomoda.